# Curpeni, Alba
Curpeni este un sat în comuna Ceru-Băcăinți din județul Alba, Transilvania, România.

## Imagini

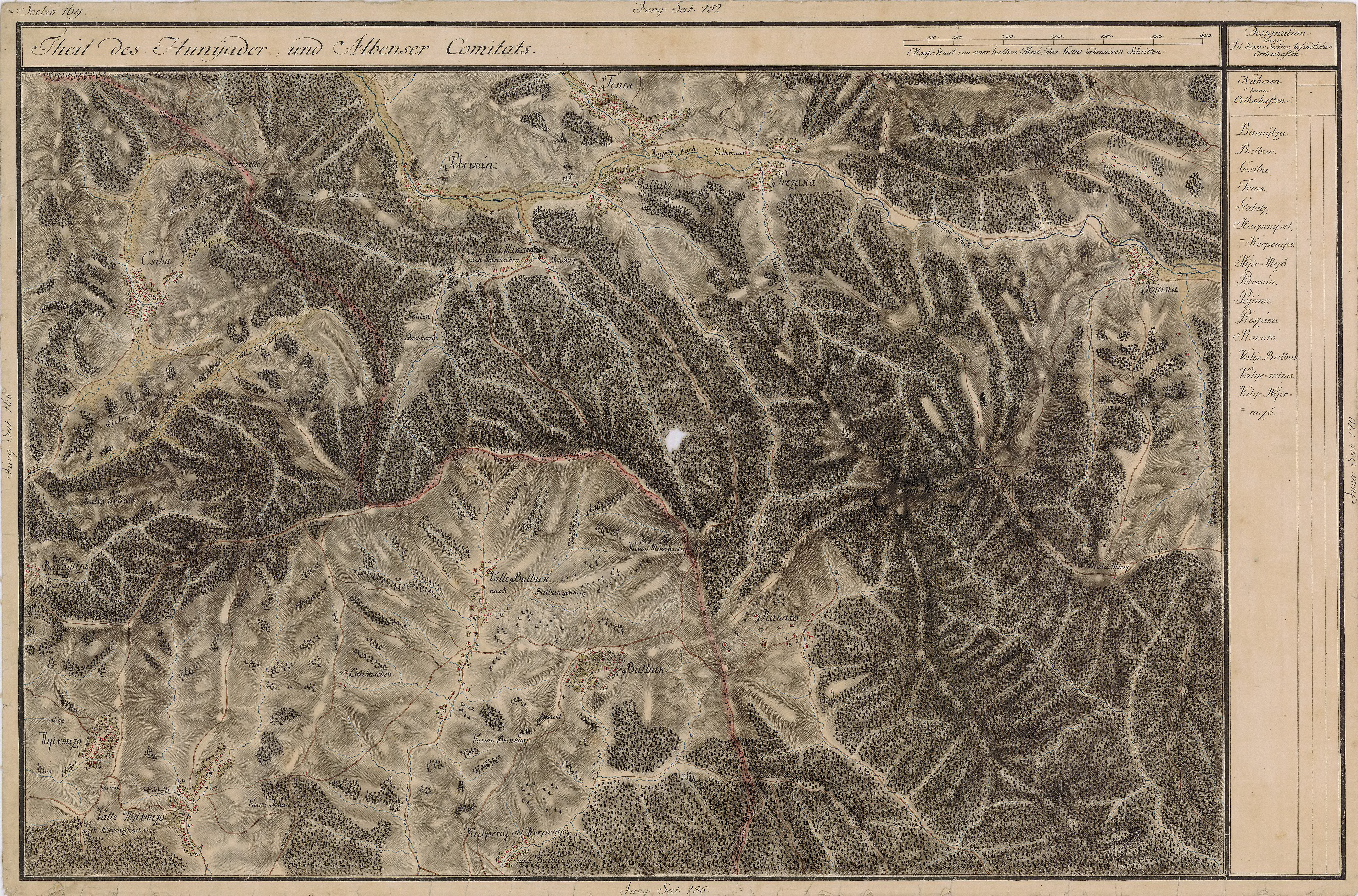
Curpeni în Harta Iosefină a Transilvaniei, 1769-1773
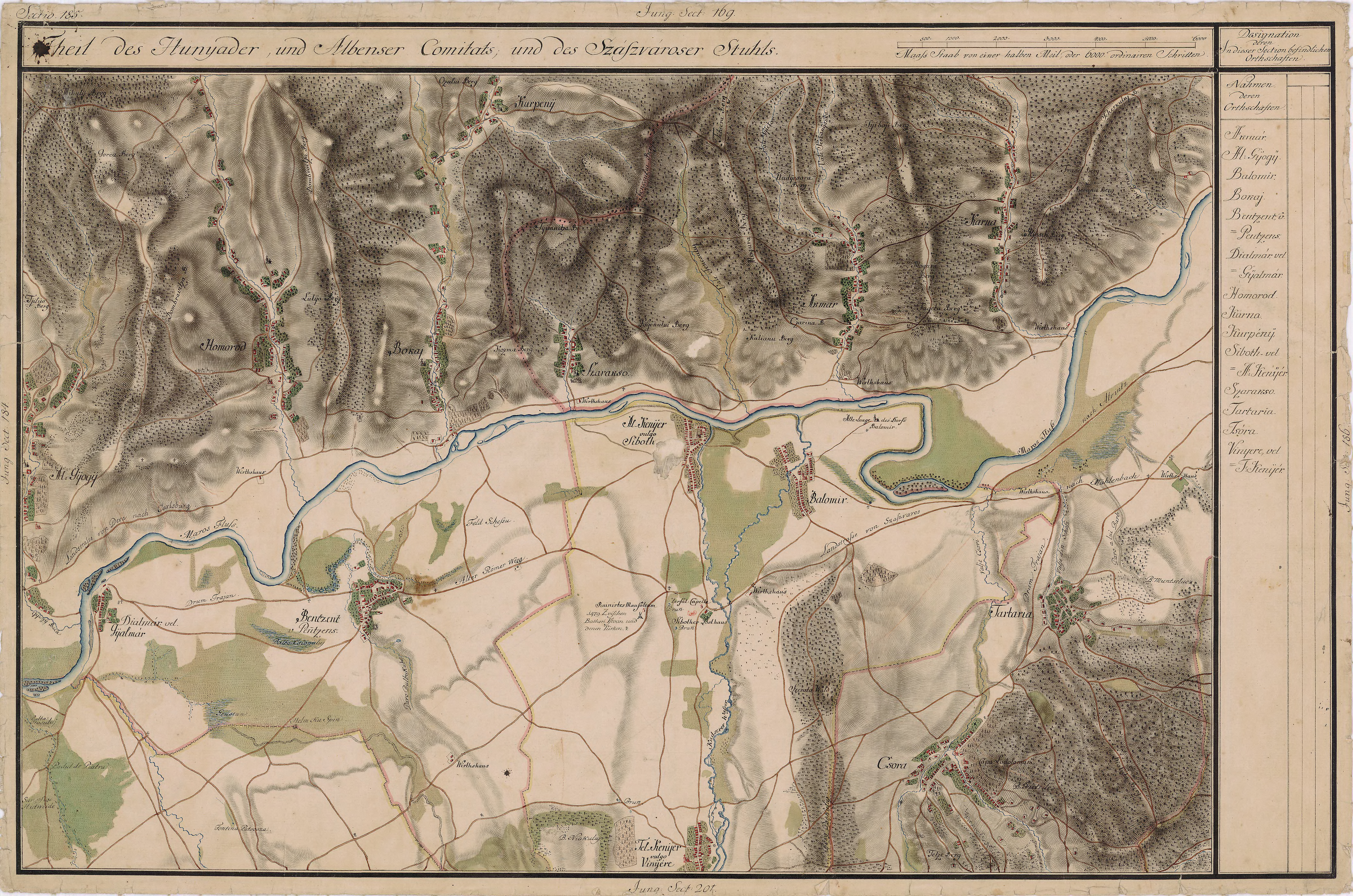
Curpeni în Harta Iosefină a Transilvaniei, 1769-1773